# Voertuigdetectie

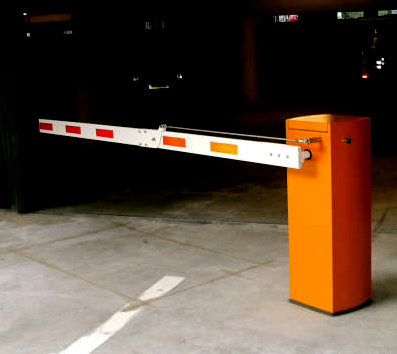
Slagboom met sluitlus

Voertuigdetectie is het detecteren van de aanwezigheid of passage van een voertuig. Dit kan zijn voor het meten van verkeersstromen, maar ook voor bijvoorbeeld het aansturen van filemeldsystemen, verkeerslichten en voor het bedienen (openen of sluiten) van slagbomen, roadblockers en toegangshekken voor voertuigen. 
Afhankelijk van de doelstelling gaat het om aanwezigheid of passage van een voertuig.
Meestal gaat het om een sensor in de buurt van het voertuig (dus in weer en wind) en een (elektronische) detector in een betere omgeving. Bij voorkeur wordt er een detectielus (ook wel inductielus genoemd) in de rijbaan gelegd, die op een voertuigdetector wordt aangesloten. Bij klinkerbestrating wordt de lus vlak onder de klinkers gelegd en bij asfalt of beton wordt de lus ingeslepen. De voertuigdetector meet het magnetische veld boven de lus. Als er een metaalmassa boven de lus komt verandert het magnetische veld en wordt dat door de detector gemeten.
Indien er geen detectielus kan worden aangelegd, bijvoorbeeld door de aanwezigheid van een rijbaanverwarming, dient er een bovengronds detectiesysteem te worden toegepast. Een dergelijk systeem werkt echter minder nauwkeurig en kan makkelijker worden gemanipuleerd.
Echter, voetgangers, fietsers en mindervalidenwagens kunnen moeilijk automatisch worden gedetecteerd door de beperkte metaalmassa. Detectie van fietsers is typisch voor de Nederlandse situatie. Een aanvraagknop voor groen licht is daarom de gangbare verkeersdetector voor voetgangers en fietsers.

## Methoden
De onderstaande methoden worden gebruikt om voertuigen te detecteren
- Detectielus
- Doppler-radar
- Pneumatische telslang
- Piëzo-elektrisch sensor
- Laserdetectie
- Fotocelsysteem
- Micro-detectielus
- RADAR-detectie
- Automatic number plate recognition (ANPR)
- Videodetectie, Detectiecamera
- Dynamische aslastmeting (zogenaamd: Weighing-In-Motion WIM).